# Diamond-Blackfan-Syndrom
Das Diamond-Blackfan-Syndrom (lat. Erythrogenesis imperfecta), auch Diamond-Blackfan-Anämie (DBA) oder chronische kongenitale hypoplastische Anämie genannt, ist eine schwere chronische Blutarmut mit einer zu geringen Anzahl an roten Blutkörperchen, die bei Betroffenen meist bereits während des ersten Lebensjahrs auftritt.

Ihre Ursache hat die anämische Erkrankung, eine Sonderform einer aplastischen Anämie, in der selektiven Störung der Bildung der Erythrozyten (roten Blutkörperchen) im Knochenmark. Bei etwa 25 % der Betroffenen treten zudem andere Erbkrankheiten bzw. Fehlbildungen auf (siehe Diagnose).

## Geschichte
Louis Diamond und Kenneth Blackfan beschrieben die erbliche hypoplastische Anämie erstmals 1938. 1961 präsentierten Diamond und seine Mitarbeiter eine Längsschnittstudie über 25 Jahre, die auf den Daten von 30 Patienten basiert und stellten dabei einen Zusammenhang mit Abnormalitäten im Skelettaufbau fest.
1997 wurde auf dem Chromosom 19 der Bereich identifiziert, der das entsprechende mutierte Gen des Diamond-Blackfan-Syndroms trägt.
1999 wurde festgestellt, dass Mutationen in dem ribosomalen Protein-S19-Gen (RPS19) für die Erkrankung von 42 von 172 DBS-Patienten verantwortlich sind.
2001 wurde entdeckt, dass ein zweites für das Diamond-Blackfan-Syndrom verantwortliches Gen auf dem Chromosom 8 liegt.

## Ursache

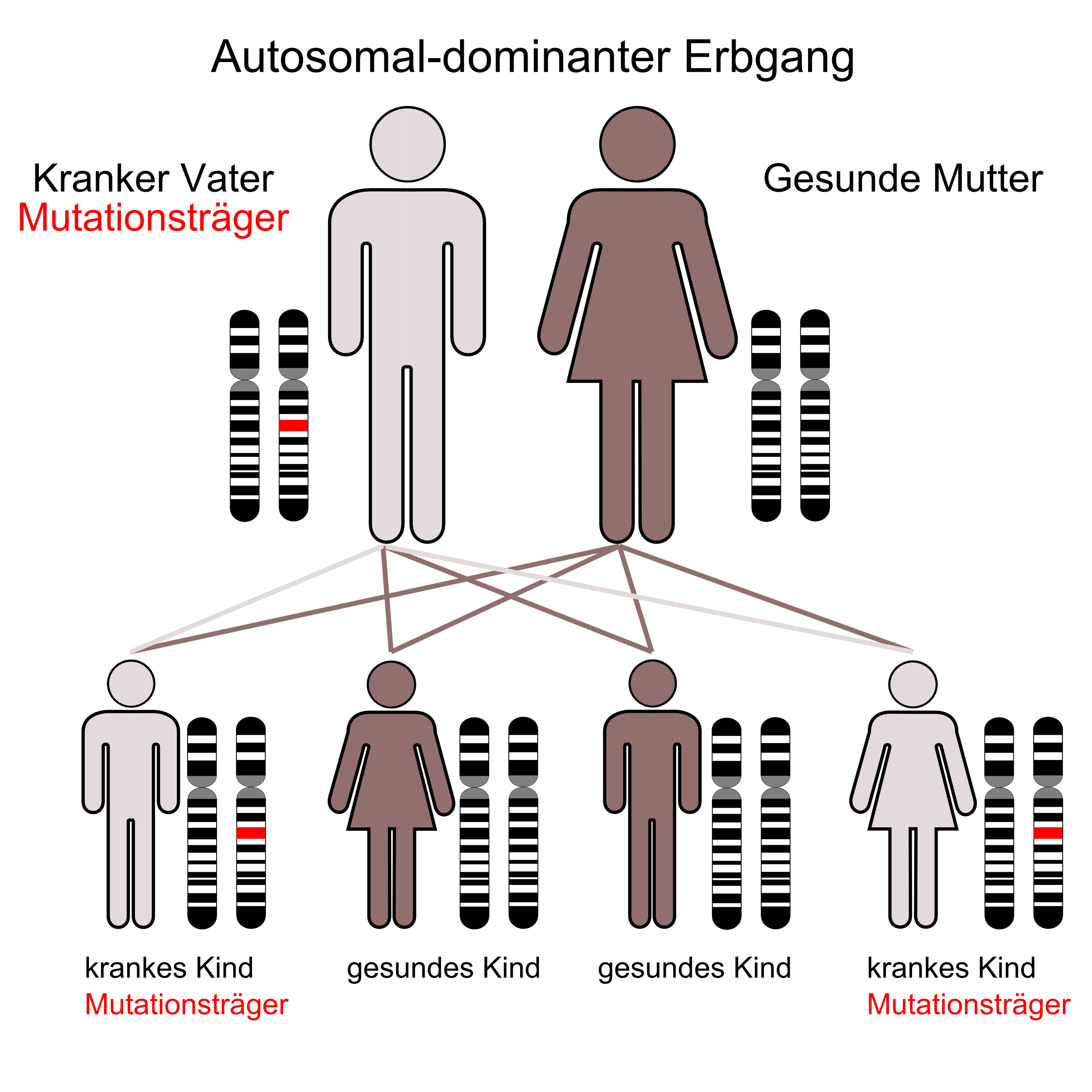

Die Krankheit wird autosomal-dominant vererbt. Die Expressivität kann sehr variabel sein. Derzeit (2023) sind bei 40–45 % der Patienten verursachende Mutationen bekannt. Alle Gene kodieren für ribosomale Proteine der kleinen oder der großen Untereinheit.
Je nach zugrunde liegender Mutation können folgende Typen unterschieden werden:
- DBA1, (mit 25 % häufigste Form) Mutationen im RPS19-Gen auf Chromosom 19 an Genort q13.2[9]
- DBA2, Mutationen auf Chromosom 8 an p23.3-p22[10]
- DBA3, Mutationen im RPS24-Gen auf Chromosom 10 an q22.3[11]
- DBA4, Mutationen im RPS17-Gen auf Chromosom 15 an q25.2[12]
- DBA5, Mutationen im RPL35A-Gen auf Chromosom 3 an q29[13]
- DBA6, (9 %) Mutationen im RPL5-Gen auf Chromosom 1 an p22.1[14]
- DBA7, (6,5 %) Mutationen im RPL11-Gen auf Chromosom 1 an p36.11[15]
- DBA8, Mutationen im RPS7-Gen auf Chromosom 2 an p25.3[16]
- DBA9, Mutationen im RPS10-Gen auf Chromosom 6 an p21.31[17]
- DBA10, Mutationen im RPS26-Gen auf Chromosom 12 an q13.2[18]
- DBA11, vermutete Mutationen im RPS26-Gen auf Chromosom 17 an p13.1[19]
- DBA12, Mutationen im RPL15-Gen auf Chromosom 3 an p24.2[20]
- DBA13, Mutationen im RPS29-Gen auf Chromosom 14 an q21.3[21]
- DBA16, vermutete Mutationen im RPL27-Gen auf Chromosom 17 an q21.31[22]
- DBA17, vermutete Mutationen im RPS27-Gen auf Chromosom 1 an q21.3[23]
- DBA18, vermutete Mutationen im RPL18-Gen auf Chromosom 19  an q13.33[24]
- DBA19, vermutete Mutationen im RPL35-Gen auf Chromosom 9 an q33.3[25]
- DBA20, vermutete Mutationen im RPS15A-Gen auf Chromosom 16 an p12.3[26]
- DBA21, Mutationen im HEATR3-Gen auf Chromosom 16 an q12.1[27]
- DBA14, X-chromosomal, vermutete Mutationen im TSR2-Gen auf dem X-Chromosom an p11.22[28]
- DBA15, Mutationen im RPS28-Gen auf Chromosom 19 an p13.2[29]

Sind die Gene PRL5 und PRL11 betroffen, finden sich gehäuft auch Anomalien an Kopf und Gesicht, ist das Gen RPS19 betroffen, kommt das sehr selten vor.

## Auftreten
Das Diamond-Blackfan-Syndrom ist eine ausgesprochen seltene Krankheit. Mit einer Häufigkeit von 0,3 Erkrankungen auf 100.000 Personen sind aplastische Anämien (inklusive der Sonderformen Fanconi-Anämie und Diamond-Blackfan-Syndrom) in Europa so selten, dass die meisten Mediziner mit dieser Erkrankung während ihrer gesamten Arbeitszeit nie konfrontiert werden. Die Häufigkeit der DBA liegt bei ca. 5–7 Fällen pro 1 Million Lebendgeburten.
In Deutschland gibt es zurzeit ca. 500 Patienten.

## Symptome
Die Blutarmut zeigt sich meist in den ersten sechs Lebensmonaten, bei etwa der Hälfte der Fälle bereits vor dem dritten Lebensmonat, bei etwa einem Drittel der Fälle sogar bereits bei der Geburt oder im ersten Lebensmonat mit Blässe. Häufig können bei Betroffenen eines Diamond-Blackfan-Syndroms Fehlbildungen des Körpers vorhanden sein, wie beispielsweise eine Lippen-Kiefer-Gaumenspalte, ein kleiner Schädel (Mikrocephalus), kleine Augäpfel (Mikrophthalmus), weit auseinanderstehende Augen (Hypertelorismus) und ein hoher Gaumen. Die Hälfte der Betroffenen eines Diamond-Blackfan-Syndroms sind kleinwüchsig. Ein Drittel der Betroffenen hat einen Herzfehler, Missbildungen der Nieren oder Fehlbildungen der Finger, vor allem des Daumens. Zudem kann die geistige Entwicklung betroffener Kinder verzögert sein.
Die Kombination aus angeborener hypoplastischer Anämie und bestimmten Fehlbildungen – wie Dreigliedrigkeit (Triphalangie) des Daumens (Triphalangealer Daumen), Hydrozephalus, Lippen-Kiefer-Gaumenspalte und multiplen Gelenkkontrakturen – wird Aase-Syndrom oder Aase-Smith-Syndrom II genannt. Ob es sich tatsächlich um ein eigenständiges Krankheitsbild oder eine Variante des Diamond-Blackfan-Syndroms handelt, ist unklar.

## Diagnose
Charakteristisch ist ein Erythroblastenmangel („kongenitale Erythroblastophthise“; Erythroblastophthise = Schwund des erythropoetischen Gewebes im Knochenmark, eine aplastische Anämie im engeren Sinne) mit Retikulozytopenie, der eventuell mit Fehlbildungen des Geschlechtstraktes, pseudomongoloidem Habitus (typischer Gesichtsausdruck), Mikrozephalus (abnorme Kleinheit des Hirnschädels), Mikrophthalmus („kleines Auge“), Hypertelorismus (großer Augenabstand), hohem Gaumen (Gotischer Gaumen), sowie einem Rückstand der geistigen und körperlichen Entwicklung begleitet wird.
Während bei Gesunden der Hämoglobin-Wert (Hb) im Blut bei über 11 g/dl liegt, kann er bei einer DBA unter 6 g/dl sein. Die Diagnose DBA kann nach der Analyse des Blutes mit typischen Veränderungen durch eine Knochenmarkpunktion bestätigt werden. Bei DBA-Patienten findet man im Knochenmark keine oder nur wenig heranreifende Vorläuferzellen der roten Blutkörperchen.
Bei etwa 20 bis 25 % der DBA-Patienten kann die Krankheit per Gentest über die Mutation des RPS19-Gens diagnostiziert werden.

## Therapie
Die Krankheit kann mit Corticosteroiden gut therapiert werden. In einer Studie sprachen 82 % der Patienten mit der Bildung von roten Blutkörperchen auf die Corticosteroid-Therapie anfänglich an.  Diese Corticosteroid-Behandlung sollte aber erst nach dem ersten Lebensjahr begonnen werden.
Im ersten Lebensjahr oder bei Patienten, die nicht auf die Corticosteroid-Behandlung ansprechen, werden Bluttransfusionen zur Behandlung der DBA eingesetzt. Dabei ist eine Anhäufung von Eisen im Körper, eine sogenannte Hämosiderose, ab dem dritten Lebensjahr mit sogenannten Chelatbildnern wie Deferoxamin vorzubeugen. Es ist möglich, dass bei der Behandlung mit Transfusionen und Corticosteroiden Phasen der Remission auftreten, während derer keine Transfusionen oder Steroidgaben notwendig sind.
Eine Stammzelltransplantation (Knochenmarktransplantation (KMT)) kann die Blutarmut der DBA heilen. Diese Maßnahme wird insbesondere bei Patienten in Betracht gezogen, die abhängig von Transfusionen sind, da häufige Transfusionen zu Organschäden führen können. Die KMT ist zurzeit die einzige Therapieform, mit der man DBA heilen kann. Das Finden eines passenden Knochenmarkspenders ist schwierig und das Risiko einer Knochenmarktransplantation von einem Nicht-Familienspender ist so hoch, dass über eine solche Therapie im Einzelfall entschieden werden muss. Eine Heilung durch Behebung der Ursache der Erkrankung ist nicht möglich, da die Ursache bisher nicht bekannt ist und Veränderungen der Chromosomen bisher nicht rückgängig gemacht werden können. Nur in wenigen Fällen wurden bisher Spontanheilungen des Diamond-Blackfan-Syndroms beschrieben.